# Deportivo Peñarol Fútbol Club
El Deportivo Peñarol Fútbol Club es un equipo de fútbol venezolano, establecido en la ciudad de Caracas, que militó principalmente en la Tercera División de Venezuela, Fundado en 2005 por José Enrique "Pocho" Mena, exjugador uruguayo residente de Venezuela e hincha del Peñarol junto a otros colaboradores. Su primera sede fueron las canchas del Complejo Deportivo Fray Luis de León en Las Mercedes, Caracas.

## Historia
En septiembre de 2008, luego de tres años de fogueo en el máximo torneo de la Región Capital, el combinado carbonero dio el salto al fútbol profesional una vez formalizada la inscripción ante la federación mirandina.
En el Torneo Apertura de la Tercera División 2008-2009, debuta de visitante ante Santa Fe C.F ganando 2-3. Obtuvo el tercer puesto de su grupo tras concretar una buena actuación. En el Clausura de esa misma edición, los carboneros quedaron en el segundo lugar con un récord de seis victorias, tres empates, una derrota y a seis puntos de ascender a Segunda B.
En la temporada 2009-2010, el Deportivo Peñarol conformó una plantilla de jugadores experimentados y jóvenes sub-20 para ascender a la División de Plata, tras una ardua preparación iniciada en junio hasta septiembre. En el Apertura, se ubicaron terceros del Grupo Central I, sin lograr el pase a las instancias finales. En el clausura se ubican segundos del mismo grupo, a 8 puntos de Arroceros de Calabozo, quién haría puntaje perfecto. Logran el pase a las instancias finales, donde por sorteo, les toca el Deportivo Madeirense. Caen de local 0-1, pero logran remontar la serie al ganar 1-3. En semifinales, se enfrentan a su rival de grupo; obteniendo un empate de visitante sin goles, pero se subyugan de local, con un maratónico resultado de 3-4.
En la temporada 2010/11, es invitado a jugar en la Segunda B por parte de la FVF que hace algunos cambios en las diversas categorías y formatos de los campeonatos. Quedan en segundo lugar de su grupo con 10 juegos, 2 ganados, 5 empates, 3 derrotas, 11 goles a favor y 11 en contra, 11 puntos a 5 del primer lugar; siendo el Deportivo Anzoátegui B el que pasa a la instancia final. En el clausura, rubrican su peor actuación de su corta historia en torneos federados, al terminar últimos del grupo, con 8 puntos; tras dos triunfos, dos empates y seis caídas, acumulando seis goles y recibiendo catorce, pero logran mantener la categoría.
En esta temporada, también participan en la Copa Venezuela 2010. En la primera ronda, eliminan al SD Centro Italo por la vía de los penales, tras empatar a un gol el encuentro, ya que las primeras rondas de la Copa se disputaban a un partido. En la segunda fase, les toca como rival el Yaracuyanos FC, y caen eliminados estrepitosamente con un abultado marcador de 0-7 Archivado el 13 de julio de 2013 en Wayback Machine.; destacando el hecho de jugar de local en el Florentino Oropeza, porque el Fray Luis de Las Mercedes no cumplía con las normas mínimas exigidas por la FVF.
En la temporada 2011/12, disputan el Grupo Oriental, terminando terceros en el grupo oriental, tras acumular 22 puntos, una más que el Estudiantes de Caroní; otorgándoles el pase al Torneo de Promoción y Permanencia 2012 de la Segunda División. Allí quedaron encuadrados con rivales como Arroceros de Calabozo y la filial del Caracas FC. Terminaron quintos tras acumular 24 puntos, perdiendo el último cupo a manos del Estrella Roja en la última jornada, con un marcador de 2-0; con lo que permanecieron otra vez en el tercer nivel del fútbol venezolano.
En la siguiente temporada, la FVF decide suprimir la Segunda División B, con lo que vuelven a la Tercera División en su edición 2012/13. En el primer torneo, ocupan el cuarto lugar del grupo Central 1, y se quedan sin poder ingresar al Torneo de Promoción y Permanencia 2013. Para el segundo torneo, disputan el Grupo Central 2, y consiguen la permanencia deportiva en la Tercera División. Para la Temporada 2014-2015 de la Tercera División logra ser séptimo de su grupo en el Clasificatorio 2014, sumando apenas 10 unidades en 14 compromisos. Para el Clausura 2015, comparte grupo con otros 6 rivales, finalizando en la quinta colocación, tras obtener 14 unidades.
Para el "Adecuación 2015", solamente compite en la Serie Interregional de la FVF en sus categorías Sub-14, Sub-16, Sub-18 y Sub-20.

## Estadio
Su sede natural es el Arnaldo Arocha; pero debido a problemas con la infraestructura, suele jugar sus partidos en el Complejo Deportivo de Las Mercedes, en Caracas

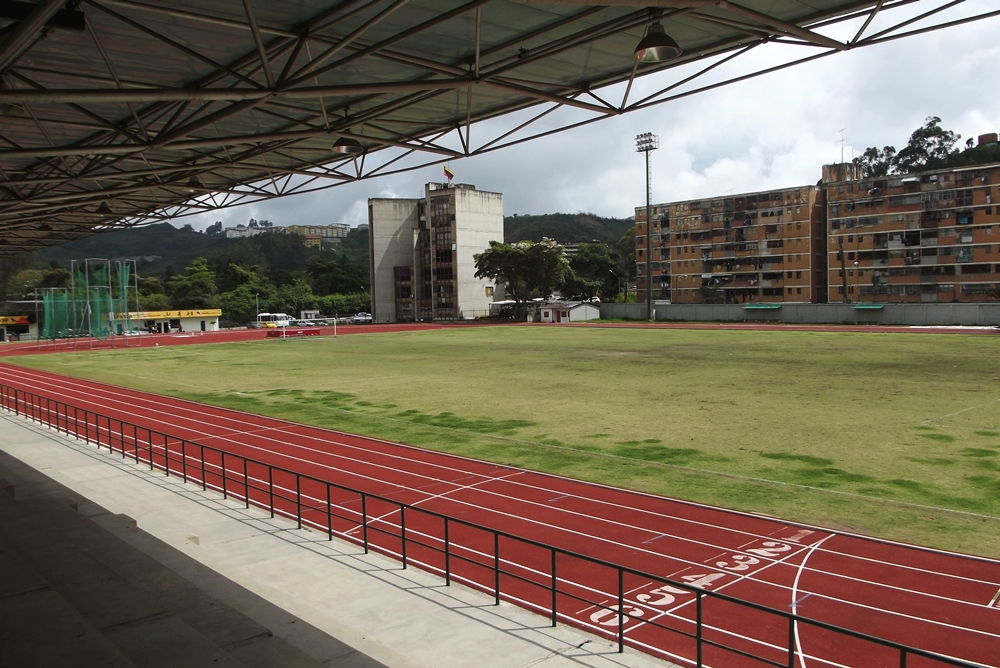

## Datos del club
- Temporadas en 1.ª División: 0
- Temporadas en 2.ª División: 0
- Temporadas en 2.ª División B: 2 (2010-11, 2011-12)
- Temporadas en 3.ª División: 5 (2008-09, 2009-10, 2012-13, 2013-14, 2014-15)